# 弹汗州
弹汗州，中国唐朝时设置的州。
贞观二十二年（648年），以契丹部落置，治所在怀柔县（今北京市顺义区）。开元四年（716年）改名归顺州。 